# 中島広足
中島 広足（なかじま ひろたり、1792年4月25日（寛政4年3月5日） - 1864年2月28日（文久4年1月21日））は、江戸時代後期の熊本藩士、国学者、歌人。橿園（かしぞの、きょうえん）と号した。

## 経歴
肥後国熊本城下（現・熊本市）に、代々細川家の家臣の家に生まれる。11歳の時、父・惟規が亡くなったため家督を継ぎ、15歳で御小姓役となり細川斉茲に仕えた。病気により24歳で家督を妹婿に譲り、本居宣長に国学を学んだ長瀬真幸に師事し、国学を研究した。
30歳の頃、長崎に移り住み、長崎諏訪神社の神官らと交流を持ち家塾を開いて和歌や国学などを教えた。のち大坂に移り過ごしたが、晩年は熊本に戻り藩校時習館の国学教授となって多くの門弟を育てた。著書に、『橿園集』、『志能数多礼』（しのすだれ）などがある。